# Orge (ruisseau)
Ne doit pas être confondu avec Orge (rivière).
Pour les articles homonymes, voir Orge.
L'Orge est un ruisseau de la région Grand Est prenant sa source dans la Haute-Marne et se jetant dans la Saulx, en rive droite, en Meuse et donc un sous-affluent de la Seine par la Marne.

## Géographie

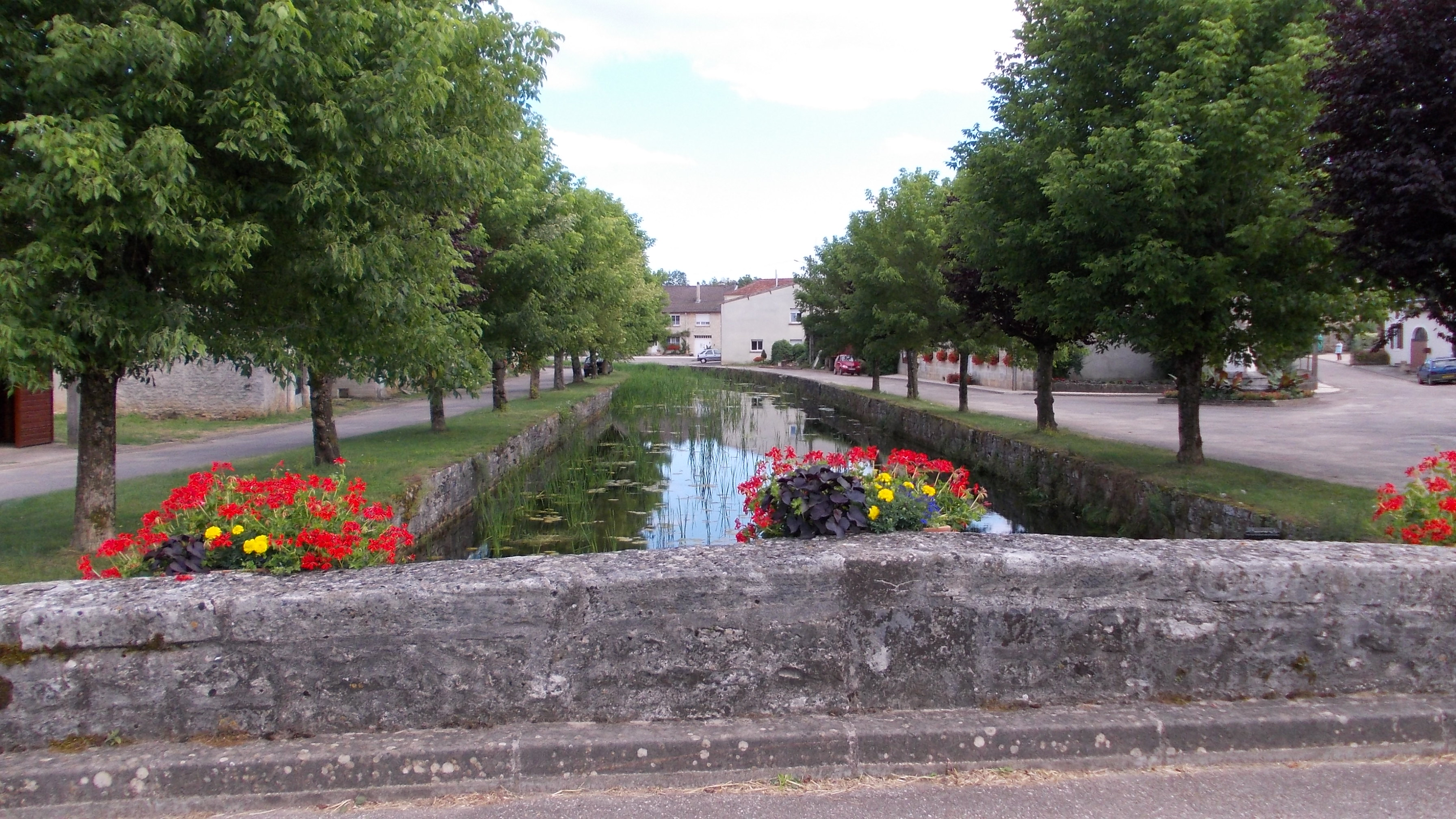
Ruisseau l'Orge traversant Biencourt-sur-Orge.

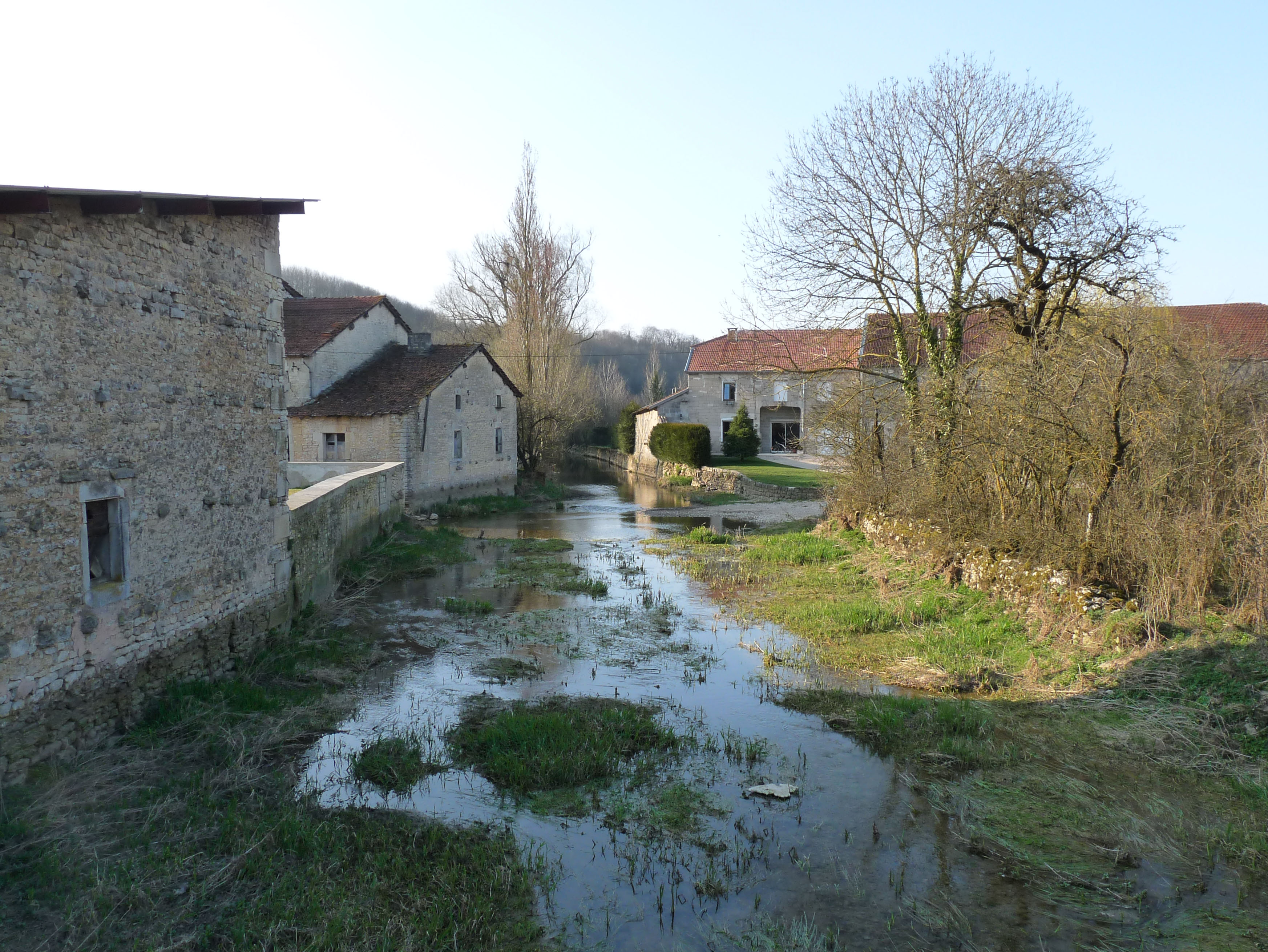
L'Orge traversant Ribeaucourt.

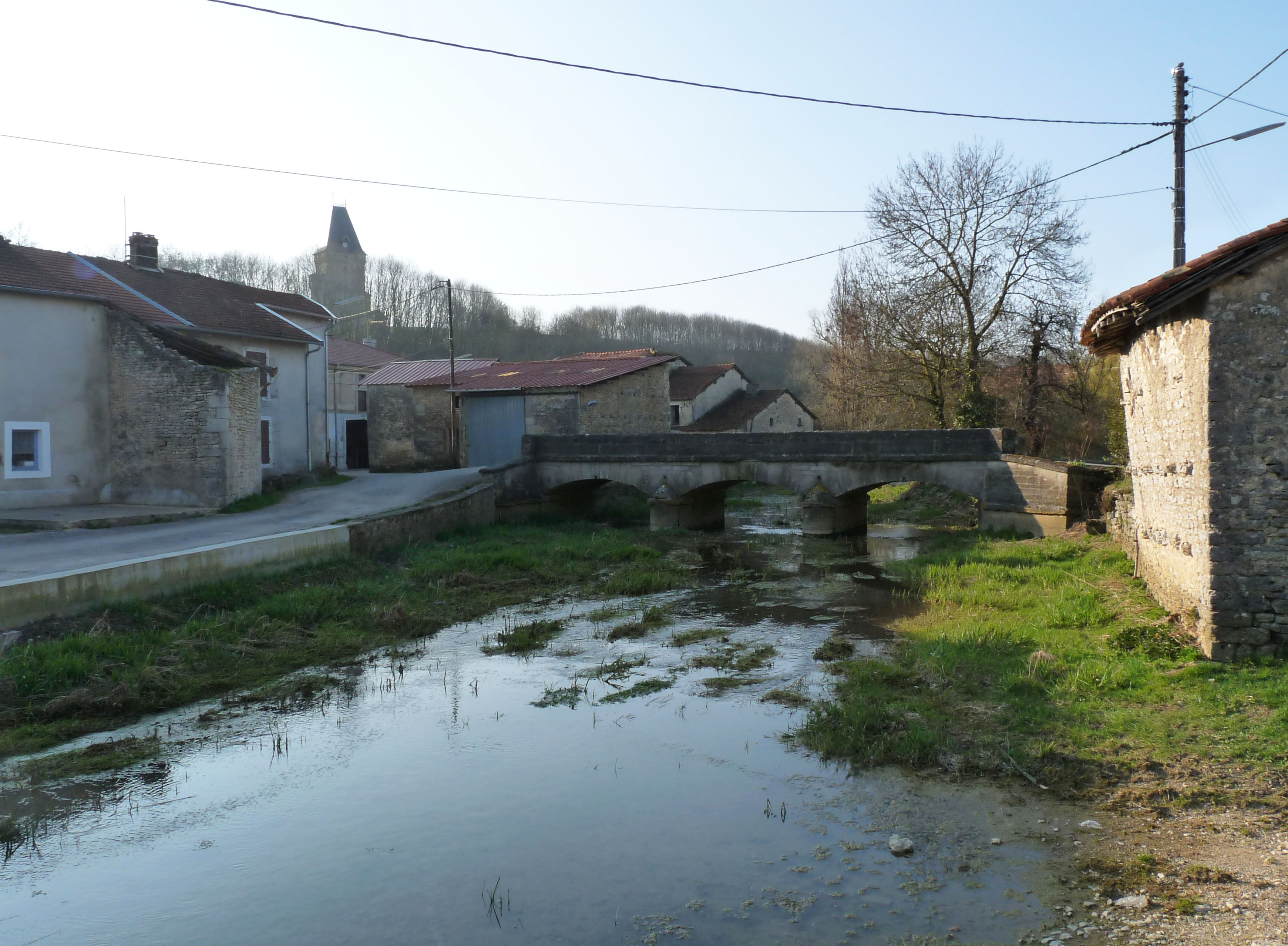
L'Orge traversant Ribeaucourt.

L'Orge est un ruisseau au débit irrégulier. La longueur de son cours d'eau est de 26,3 km. L'Orge prend sa source sur la commune de Gillaumé, à 333 m d'altitude dans le bois et lieu-dit Quiloup.
L'une de ses principales caractéristiques est de disparaître sous les terres calcaires à Couvertpuis, à 13 km de sa source, et à 267 m d'altitude. Selon la légende, une malédiction attribuée à Blanche de Castille serait à l'origine de cette disparition.
L'Orge réapparaît ensuite avant de se jeter dans la Saulx au lieu-dit Chinel, à 239 m d'altitude, sur le territoire de la commune de Le Bouchon-sur-Saulx, au nord de Dammarie-sur-Saulx (Meuse).

### Départements et communes traversées
Dans les deux départements de la Haute-Marne et de la Meuse, l'Orge traverse les neuf communes suivantes, de l'amont vers l'aval, de Gillaumé (source), Saudron (en Haute-Marne), puis en Meuse, Bure, Ribeaucourt, Biencourt-sur-Orge, Couvertpuis, Morley, Dammarie-sur-Saulx,  Le Bouchon-sur-Saulx (confluence).
Soit en termes de cantons, l'Orge prend sa source sur le canton de Poissons, conflue sur le canton de Ligny-en-Barrois,  le tout dans les arrondissements de Saint-Dizier et de Bar-le-Duc.

### Toponyme
L'Orge a donné son hydronyme à la commune de Biencourt-sur-Orge.

## Affluent
L'Orge n'a pas d'affluent référencé au SANDRE. Son rang de Strahler est donc de un.